# Sidi Fredj
Sidi Fredj (în arabă سيدي فرج) este o comună din provincia Souk Ahras, Algeria.
Populația comunei este de 7.497 de locuitori (2008).